# سولان (همدان)
سولان یا سلولان، روستایی از توابع بخش مرکزی شهرستان همدان در استان همدان ایران است.

## جمعیت
این روستا در دهستان الوندکوه غربی قرار دارد و براساس سرشماری مرکز آمار ایران در سال ۱۳۹۵، جمعیت آن ۳۲۳۶ نفر (۱۰۷۳خانوار) بوده است.

## نگارخانه

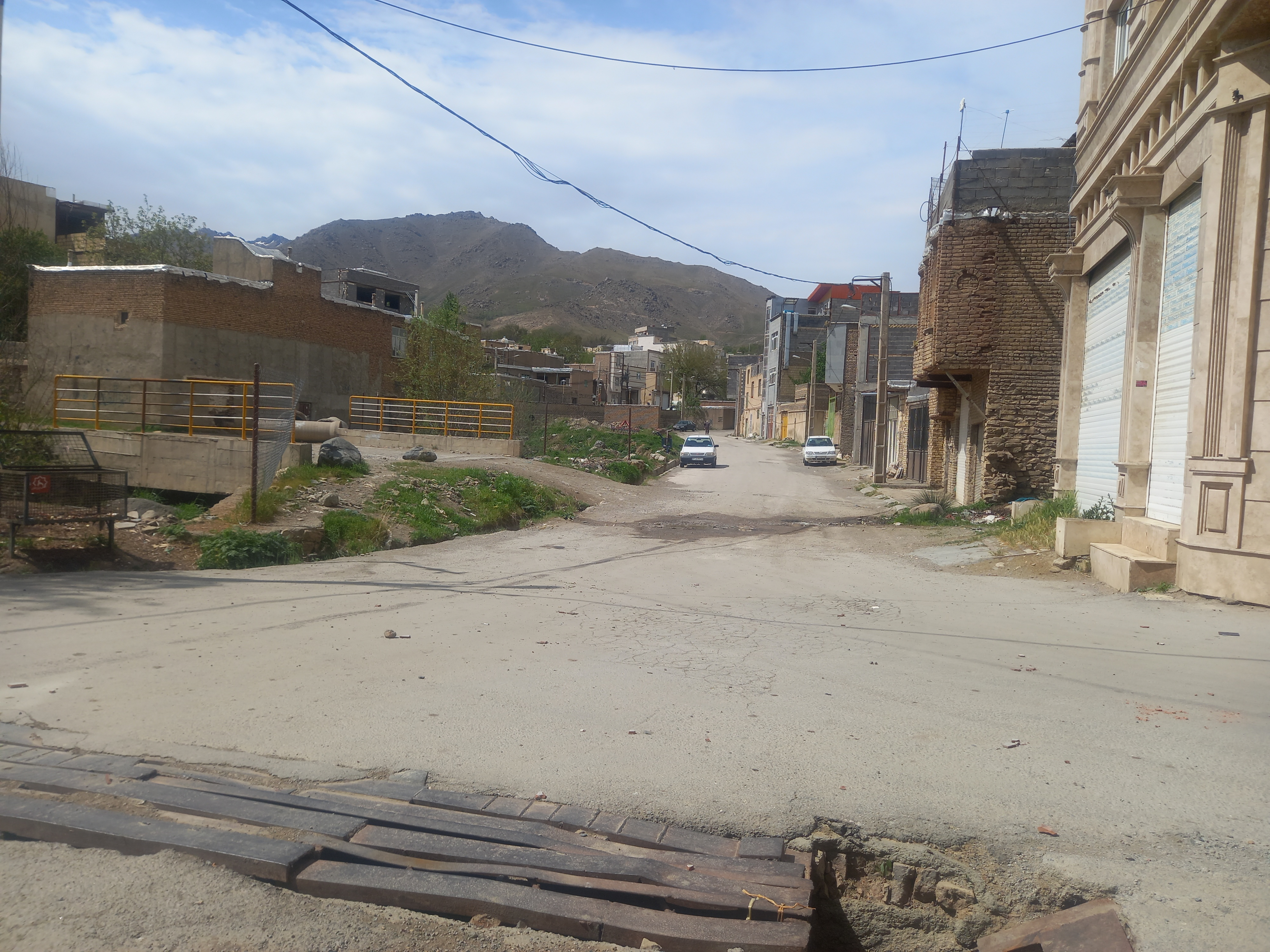
یک محله سولان
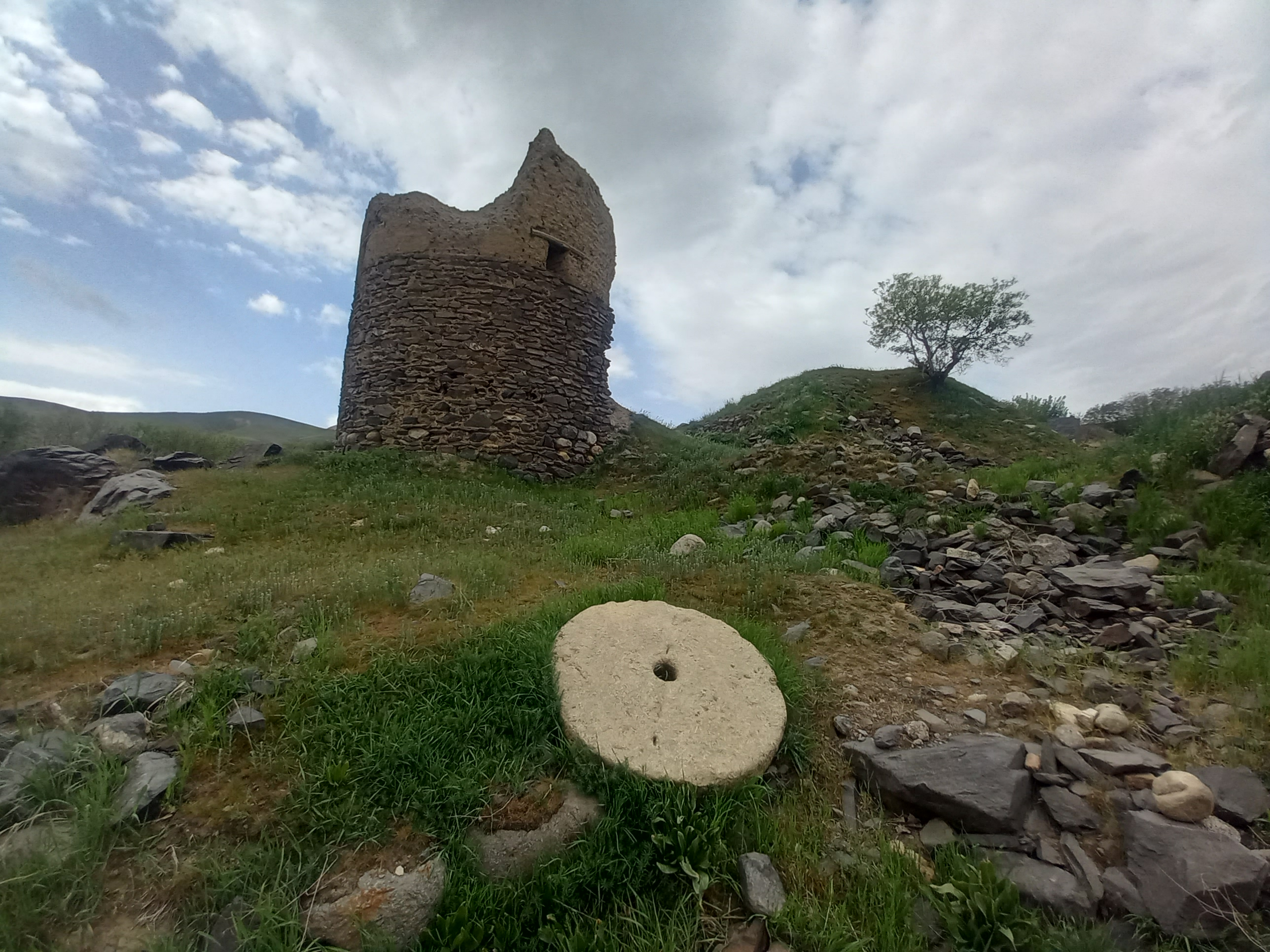
بقایای آسیاب آبی
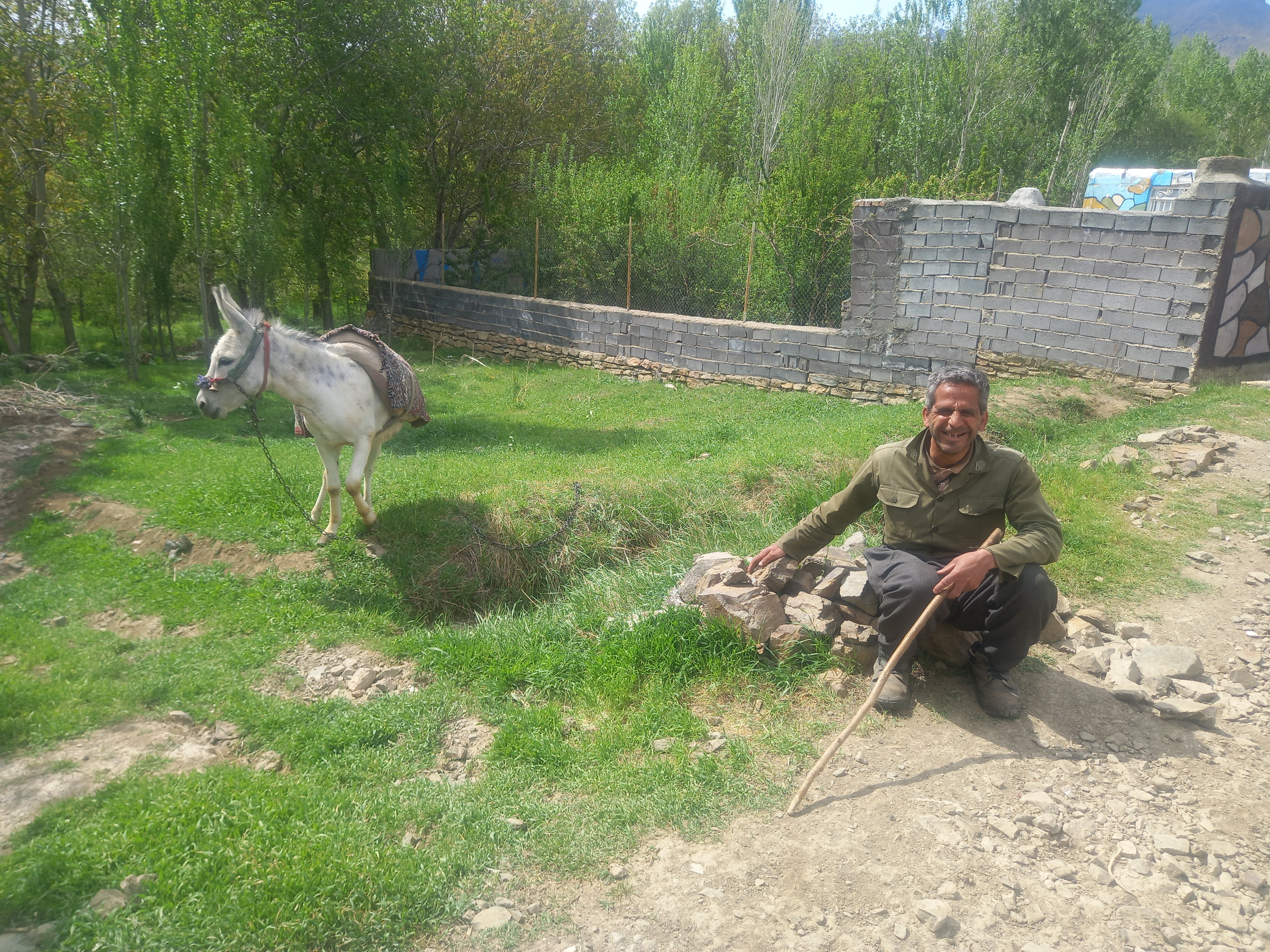
روشندل سولانی
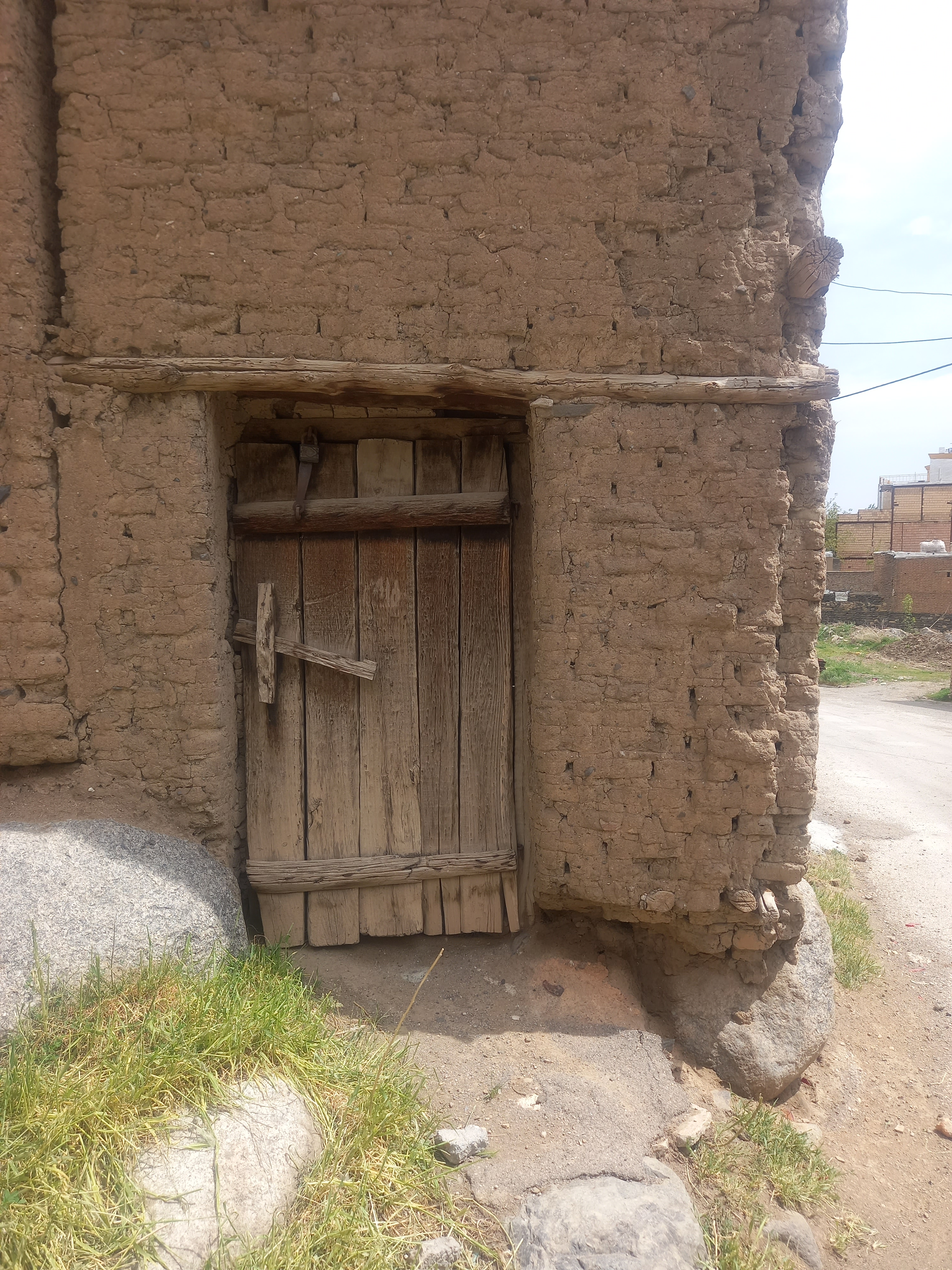
درب پاشنه‌دار